# Marco Antonio Tovar
Marco Antonio Tovar Frausto (Monterrey, Nuevo León, 25 de mayo de 1990) es un futbolista mexicano. Juega como defensa.

## Clubes
| Club                        | País           | Año         |
| --------------------------- | -------------- | ----------- |
| Tigres de la UANL           | México         | 2009 - 2011 |
| Club Deportivo De Los Altos | México         | 2011 - 2012 |
| Murciélagos FC              | México         | 2012 - 2014 |
| Club Irapuato               | México         | 2014 - 2015 |
| FC Juárez                   | México         | 2015 - 2016 |
| Murciélagos F.C.            | México         | 2016 - 2017 |
| El Paso Coyotes             | Estados Unidos | 2018        |
| Monterrey Flash             | México         | 2018 - 2020 |

## Palmarés
| Título                  | Club               | País           | Año  |
| ----------------------- | ------------------ | -------------- | ---- |
| SuperLiga               | Tigres de la UANL  | Estados Unidos | 2009 |
| Liga Premier de Ascenso | Murciélagos FC     | México         | 2012 |
| Torneo Apertura 2015    | Fútbol Club Juárez | México         | 2015 |